# Бряг принц Харалд
Бряг принц Харалд (на норвежки: Prins Harald Kyst; на английски: Prince Harald Coast) е част от крайбрежието на Източна Антарктида, в източната част на Земя кралица Мод, простиращ се между 68°30’ и 70° ю.ш. и 33°30’ и 40° и.д. Брегът е разположен в източната част на Земя кралица Мод, покрай бреговете на големия залив Лютцов-Холм на море Космонавти, част от Индийския сектор на Южния океан. На запад в района на полуостров Рисер-Ларсен граничи с Брега принцеса Ранхилда, а на изток при нос Флатунга – с Брега принц Олаф на Земя кралица Мод, Крайбрежието му изцяло обхваща бреговете на големия залив Лютцов-Холм с по-малките заливи в него – Флета, Дюпвик, Хавсботън, Брейдвог и Хавдебукта, полуостровите – Дюпвикнесет, Скален, Скарвснес и Лангхувда и островите – Пат, Флатвер и др. Континенталната част е бронирана с дебел леден щит, над който се извисяват оголени планински хребети и отделни нунатаки. На юг, във вътрешността се издигат планината Ямато (връх Фукушима 2470 m) и платото Мидзухо. От платото Мидзухо към залива Лютцов-Холм се спуска големия континентален ледник Сирас.
Брега принц Харалд е открит на 4 февруари 1937 г. от норвежкия полярен изследовател Ларс Кристенсен и е наименуван от него Бряг принц Харалд в чест на новородения наследствен принц Харалд, сегашният крал на Норвегия Харалд V. Участниците в експедицията не само откриват цялото крайбрежие на Брега принц Харалд, но извършват и облитане със самолет във вътрешните райони като правят аерофотоснимки. От 1957 г. на един от островите Флатвер действа японската полярна станция Сьова, като пребиваващите научни работници в нея в продължение на много години извършват детайлни изследвания и топографски заснемания на целия крайбрежен участък и във вътрешността на региона.